# Ilcenkove, Tokmak
Ilcenkove (în ucraineană Ільченкове) este un sat în comuna Novoprokopivka din raionul Tokmak, regiunea Zaporijjea, Ucraina.

## Demografie
Componența lingvistică a localității Ilcenkove
     Ucraineană (92,31%)
     Rusă (7,69%)
Conform recensământului din 2001, majoritatea populației localității Ilcenkove era vorbitoare de ucraineană (92,31%), existând în minoritate și vorbitori de rusă (7,69%).